# 조지 부시 센터 포 인텔리전스

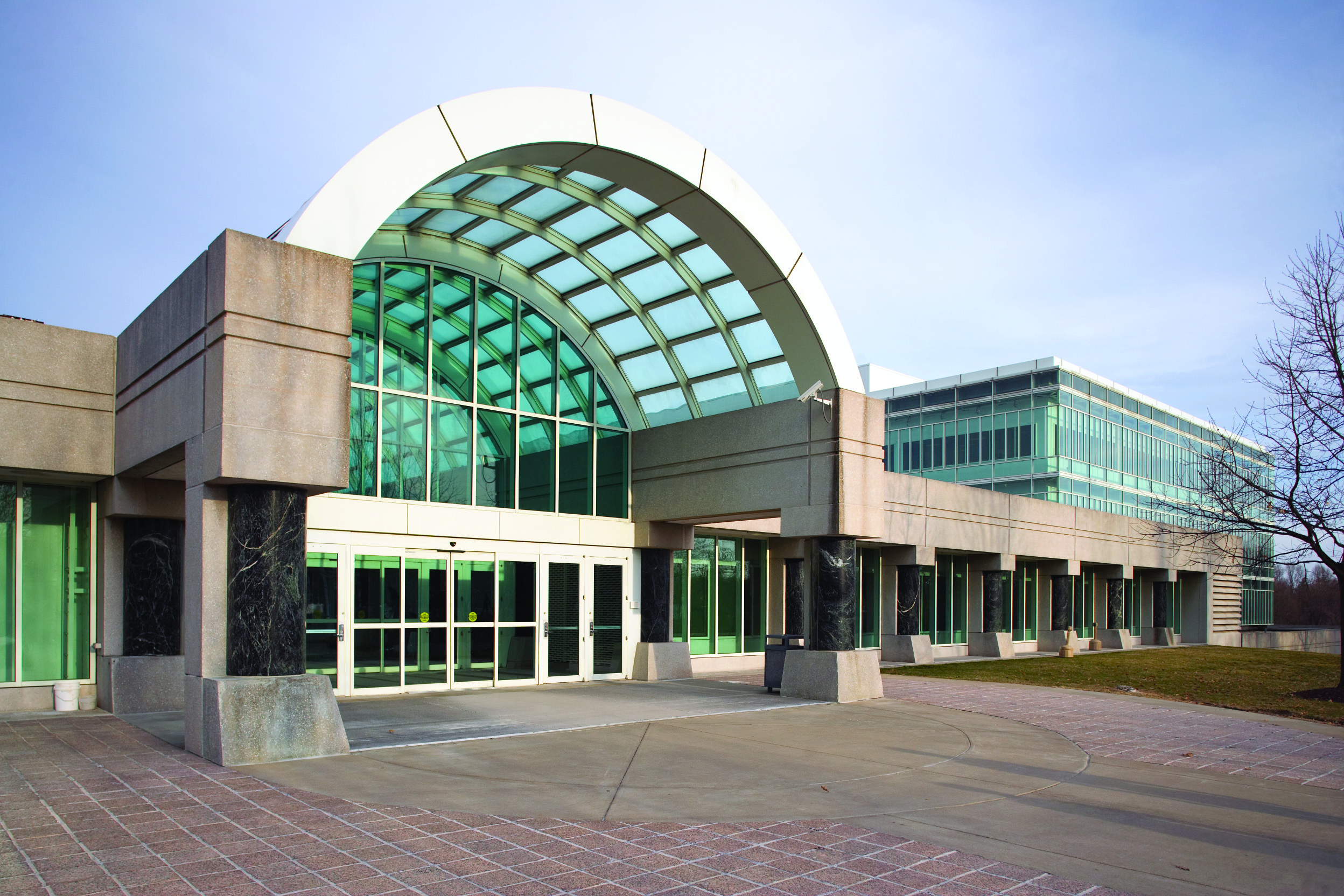
조지 부시 정보센터

조지 부시 정보센터(영어: George Bush Center for Intelligence)는 미국 버지니아주 랭글리에 있는 중앙정보국(CIA)과 대테러센터의 본부로, 41대 미국의 대통령 조지 H. W. 부시에서 이름을 따왔다.